# 螺喙荠
螺喙荠（学名：Spirorhynchus sabulosus）为十字花科螺喙荠属下的一个种。